# Воскрекасенко Сергій Іларіонович
Сергі́й Іларіо́нович Воскрека́сенко (19 жовтня 1906, с. Лазірці, нині Черкаського району Черкаської області — 16 травня 1979, Київ) — український радянський поет, сатирик, гуморист.

## Життєпис
Народився 19 жовтня 1906 року в селі Лазірці (нині Черкаського району Черкаської області) в селянській родині. До 1923 року жив у своєму селі, навчався у сусідньому селі Потапцях.
Того ж року вступив у Київський інститут народної освіти.
Закінчив Київський педагогічний технікум (1928 рік).
1928 року окружком комсомолу мобілізував Сергія Воскрекасенка на роботу в комсомольській пресі. Працював спочатку в газеті «Молодий більшовик», потім у журналі «Молодий більшовик».
Під час Німецько-радянської війни перебував в окупації в Києві.
Кореспондент газети «За Радянську Україну», органу ЦК КП(б)У та ВР УРСР .

## Творча діяльність
1928 року в газеті «Молодий більшовик» надрукував свій перший вірш. Член СП СРСР з 1936 року. Відтоді Сергій Воскрекасенко весь час співробітничає в газетах і журналах, найбільше в «Перці».

## Твори
Збірки поезій
- «Штурм» (1931);
- «Березнева ніч» (1937);
- «Героїка одеського комсомолу» (1938);
- «Поезії» (1939);
- «Сатира» (1946);
- «Цілком серйозно» (1947);
- «Взагалі і зокрема» (1948);
- «Від душі» (1951);
- «Поезії» (1951);
- «Кому хвала, кому хула» (1952);
- «Під прожектором» (1953);
- «Березова каша» (1955);
- «Не той герой, у кого шапка набакир» (1956);
- «З перцем!» (1957);
- «І всерйоз, і жартома» (1960);
- «Я вас трошки потурбую» (1960);
- «Будьмо ще кращими» (1962);
- «Подивись на себе збоку» (1962);
- «І так далі» (1963);
- «На тому і на цьому світі» (1965);
- «Сатиричні мініатюри» (1965);
- «Плями на совісті» (1966);
- «Не криви душею» (1966);
- «По коню і по голоблях» (1969);
- «Що буває, те буває» (1969);
- «Веселинки» (для дітей, 1972);
- «Для чого ви на світі живете?» (1972);
- «Рвись увись, але й під ноги дивись» (1973).

Книжка спогадів
- «Портрети зблизька» (1977).

Сергій Воскрекасенко — перекладав з російської та білоруської мов. Зокрема, у його перекладі двома виданнями вийшла поема О. Твардовського «Василь Тьоркін».